# Kamenický potok (přítok Sázavy)
Kamenický potok, nazývaný též Čakovický potok, je pravostranný přítok řeky Sázavy ve Středočeském kraji. Délka toku činí 11,7 km. Plocha povodí měří 31,9 km².

## Průběh toku

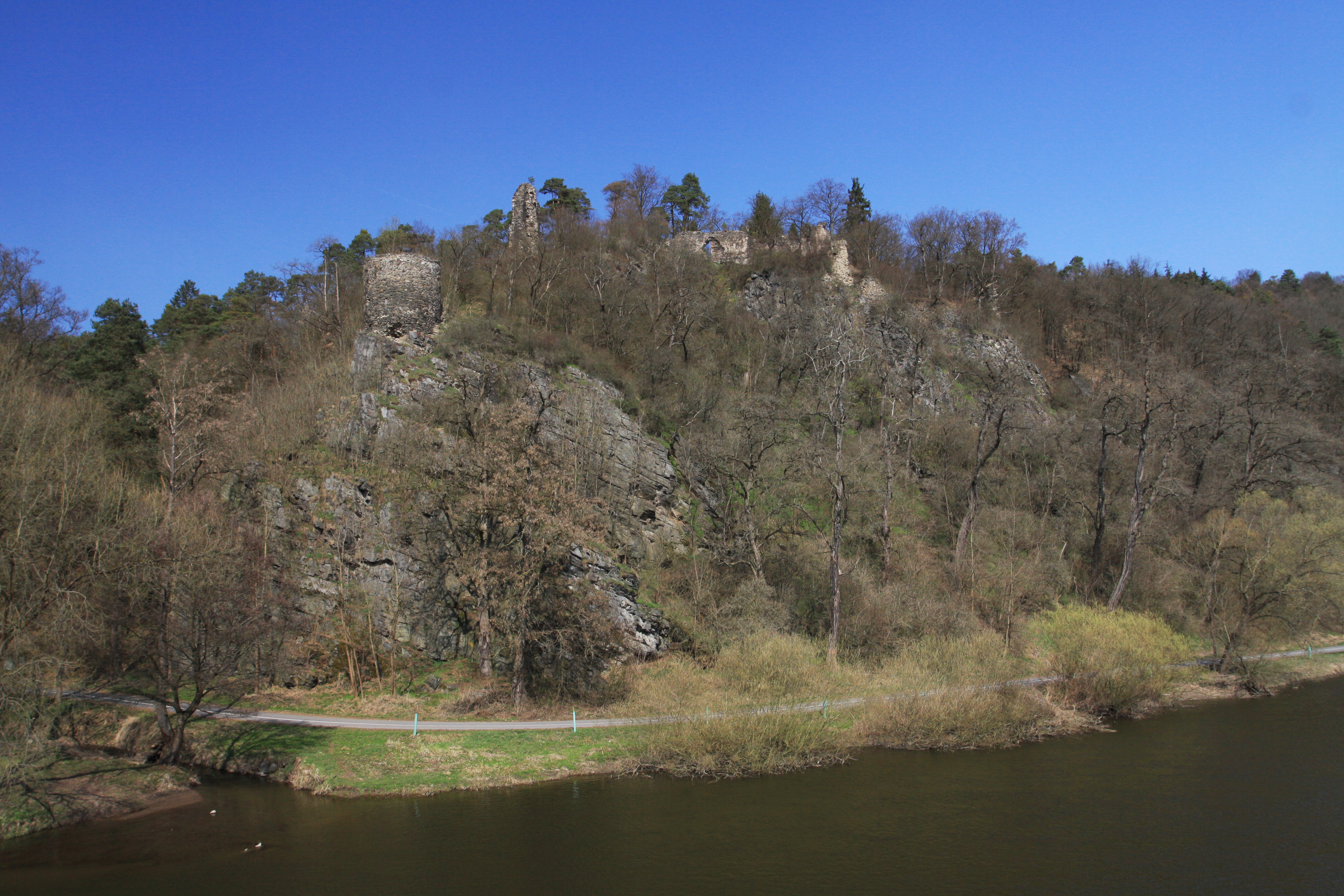
Ústí potoka do Sázavy

Potok pramení u Křížkového Újezdce v nadmořské výšce 455 m. Teče převážně jižním směrem. Na horním toku protéká okrajem obce Kamenice, kde napájí soustavu několika rybníků, které se nazývají Štiřínský, Debrný, Struhařovský, Mlýnský a Hamerský. Pod Hamerským rybníkem se nalézá původní hamr, dnes kovohutě Strojmetal Kamenice, areálem tohoto podniku potok dodnes protéká.
Pod Kamenicí potok protéká hlubokým, lesnatým údolím v Hornopožárském lese podél silnice II/107 ke vsi Čakovice, pod níž se po kratším, otevřenějším úseku údolí opět prohlubuje a zužuje. Vlévá se zprava do Sázavy na jejím 22,5 říčním kilometru u Zbořeného Kostelce v nadmořské výšce 257 m. 

### Větší přítoky
Jako větší přítok lze uvést potok přitékající zprava ze směru od Kostelece u Křížků do Dvorského rybníka, který poté spolu s Kamenickým potokem napájí Hamerský rybník.

## Vodní režim
Průměrný průtok Kamenického potoka u ústí činí 0,12 m³/s.
M-denní průtoky u ústí:
| M [dní]  | Q30  | Q60  | Q90  | Q120 | Q150 | Q180 | Q210 | Q240 | Q270 | Q300 | Q330 | Q355 | Q364 |
| -------- | ---- | ---- | ---- | ---- | ---- | ---- | ---- | ---- | ---- | ---- | ---- | ---- | ---- |
| Q [m³/s] | 0,26 | 0,19 | 0,15 | 0,12 | 0,10 | 0,08 | 0,07 | 0,06 | 0,05 | 0,04 | 0,03 | 0,02 | 0,01 |